# STS-77
STS-77 est la onzième mission de la navette spatiale Endeavour.

## Équipage
- Commandant : John H. Casper (4)  États-Unis
- Pilote : Curtis L. Brown (3)  États-Unis
- Spécialiste de mission : Andy Thomas (1)  États-Unis
- Spécialiste de mission : Daniel W. Bursch (3)  États-Unis
- Spécialiste de mission : Mario Runco, Jr. (3)  États-Unis
- Spécialiste de mission : Marc Garneau (2)  Canada du CSA

Le chiffre entre parenthèses indique le nombre de vols spatiaux effectués par l'astronaute au moment de la mission.

## Paramètres de la mission
- Masse :
  - Navette au décollage : 115 456 kg
  - Navette à vide : 92 701 kg
  - Chargement : 12 233 kg
- Périgée : 278 km
- Apogée : 287 km
- Inclinaison : 39,0°
- Période : 90,1 min

## Objectifs
L'objectif de la mission STS-77 était une mission Spacehab.